# Bahnhof Waghäusel
Der Bahnhof Waghäusel ist einer von zwei Bahnhöfen in der baden-württembergischen Großen Kreisstadt Waghäusel; der zweite Bahnhof liegt im Stadtteil Wiesental. Der Bahnhof Waghäusel ist ein Durchgangsbahnhof und befindet sich an Streckenkilometer 29,930 der von Mannheim über Hockenheim und Graben-Neudorf nach Karlsruhe führenden Bahnstrecke Mannheim–Rastatt auf der Kursbuchstrecke (KBS) 700.
Der Bahnhof besitzt drei Bahnsteiggleise und wird ausschließlich von Nahverkehrszügen der Deutschen Bahn AG (DB) bedient.

## Lage
Der Bahnhof Waghäusel grenzt an den südwestlichen Rand des Stadtteils Waghäusel der gleichnamigen großen Kreisstadt, liegt aber – geografisch betrachtet – auf der Gemarkung des Stadtteils Wiesental. Der Bahnhof liegt ungefähr auf der Hälfte der Strecke Mannheim–Karlsruhe, so dass beide Städte in etwa gleicher Zeit erreicht werden können. In unmittelbarer Nähe des Bahnhofs liegt ein Industriegebiet, unter anderem mit einem dm-Verteilerzentrum und der Schuler-Niederlassung Waghäusel. Ebenso sind die Eremitage und die Festwiese auf dem ehemaligen Südzuckergelände sowie die Wallfahrtskirche einfach zu Fuß zu erreichen.
Wegen seiner verkehrsgünstigen und zentralen Lage wird der Bahnhof auch von vielen Pendlern der umliegenden Städte und Gemeinden, wie Hambrücken und Oberhausen-Rheinhausen, genutzt. Die Stadt Philippsburg verfügt zwar über einen eigenen Bahnhof, allerdings besteht keine Direktverbindung nach Mannheim, so dass es für manche Pendler einfacher ist, von Waghäusel aus zu fahren und einen Umstieg in Graben-Neudorf zu vermeiden.
Die Anschrift des Bahnhofs lautet Weinbrennerstraße 9.

## Geschichte
Mit der Eröffnung der Strecke Mannheim–Schwetzingen–Hockenheim–Waghäusel–Graben-Neudorf–Eggenstein–Karlsruhe der Bahnstrecke Mannheim–Karlsruhe am 4. August 1870 wurde der Bahnhof Waghäusel eröffnet. Bauherrin der Strecke und des Bahnhofs waren die Großherzoglich Badischen Staatseisenbahnen.
Wesentliche Bedeutung erlangte der Bahnhof durch die Zuckerfabrik der „Badischen Gesellschaft für Zuckerproduktion“, die 1838 auf dem Gelände der heutigen Eremitage eröffnete. Der dringend benötigte Gleisanschluss konnte 1870 realisiert werden, so dass viele Züge täglich mit Zuckerrüben nach Waghäusel unterwegs waren. Folglich wurde die Zuckerfabrik in Waghäusel zu einem der größten Arbeitgeber in Nordbaden, was zu einem wirtschaftlichen Boom in der Region führte. 1996, 158 Jahre nach der Eröffnung, beschloss der Aufsichtsrat der Südzucker AG, in der die Badische Gesellschaft für Zuckerproduktion inzwischen aufgegangen war, den Standort Waghäusel zu schließen.
Im Zuge der Elektrifizierung der Bahnstrecke Mannheim–Rastatt wurde der Bahnhof Waghäusel 1958 elektrifiziert. In den 1970er Jahren wurde der Bahnhof um einige hundert Meter nach Norden verlegt.

### Umbaumaßnahmen
Von April 2017 bis Februar 2019 wurden die Bahnsteige im Zuge der Eingliederung der Strecke Mannheim–Karlsruhe in das Netz der S-Bahn Rhein-Neckar auf den dortigen S-Bahn-Standard gebracht und die Ausstattung entsprechend modernisiert. Dazu wurden der Außenbahnsteig 1 (zuvor 303 m lang und 38 cm hoch) an Gleis 201 und der Mittelbahnsteig 2 (zuvor 301 m lang und 38 cm hoch) zwischen den Gleisen 202 und 203 zurückgebaut und mit einer Länge von 210 m und einer Bahnsteighöhe von 76 cm neu gebaut. Der nicht verkehrlich genutzte Hausbahnsteig 3 an Gleis 203 blieb unverändert mit einer Länge von ca. 100 m und einer Höhe von 38 cm bestehen. Auf den Bahnsteigen 1 und 2 befindet sich jeweils eine 32,5 m lange und 5,75 m breite Überdachung, die beim Umbau bestehen blieb.
Zur Herstellung der Barrierefreiheit wurden an der im Jahr 1974 in Stahlbeton-Vollrahmenbauweise errichteten etwa 4,0 m breiten Personenunterführung in Kilometer 29,909 drei Personenaufzuganlagen eingerichtet, davon zwei in bestehenden Aufzugsschächten früherer Lastenaufzüge, sowie ein weiterer am Bahnsteig 1, wo die bestehende Rampe mangels Zwischenpodesten bei einer Neigung von etwa 6 % nicht hinreichend barrierefrei ist.
Zusätzlich wird die Bushaltestelle am Bahnhofsvorplatz zu einem Zentralen Omnibusbahnhof (ZOB) umgestaltet. Da eine Erhöhung des Gehsteiges vor dem Empfangsgebäude nicht möglich ist, werden dazu auch neue Bussteige gebaut.
Im Rahmen der Umbaumaßnahmen wurden 2018 weiterhin dringend benötigte 40 weitere Parkplätze an der Westseite des Bahnhofs eingerichtet. Dies wurde u. a. durch die Aufschüttung einer Rampe, die aufgrund der neu installierten Aufzüge obsolet wurde, ermöglicht.

## Empfangsgebäude
Im Empfangsgebäude des Bahnhofs Waghäusel, welches sich auf der Ostseite des Bahnhofs befindet und für Fahrgäste nur noch teilweise zugänglich ist, befindet sich ein Reisezentrum der Deutschen Bahn AG und ein Kiosk. Im Mai 2018 wurde bekannt, dass die Deutsche Bahn beabsichtigt, im Jahr 2019 das Bahnhofsgebäude veräußern zu wollen. Zu einem Verkauf kam es bisher jedoch noch nicht.
Im Juli 2020 teilte die Deutsche Bahn mit, dass das Reisezentrum nach der zeitweiligen Schließung aufgrund der Corona-Pandemie nicht wieder geöffnet werden soll. Diese Entscheidung stieß auf Seiten der Stadt auf Unverständnis, da man mehrere Investitionen in das Bahnhofsgelände (u. a. Parkplätze, ZOB) getätigt hat und noch tätigen will.

## Stellwerk
Der Bahnhof wird über das im Empfangsgebäude befindliche Relaisstellwerk der Bauart SpDrS60 aus dem Jahr 1982 gesteuert, welches zunächst aus Graben-Neudorf und seit 2011 aus der Betriebszentrale Karlsruhe ferngesteuert wird. Zuvor gab es in Waghäusel zwei mechanische Wärterstellwerke und ein mechanisches Fahrdienstleiterstellwerk der Bauarten Bruchsal G bzw. J.

## Gleisanlagen
Der Bahnhof Waghäusel umfasst fünf Gleise, davon drei Bahnsteiggleise. Gleis 201 als durchgehendes Hauptgleis in Kilometrierungsrichtung dient den Zügen in Fahrtrichtung Karlsruhe, Gleis 202 als durchgehendes Hauptgleis der Gegenrichtung jenen in Fahrtrichtung Mannheim. Gleis 203 neben dem Empfangsgebäude wird fahrplanmäßig nur von vereinzelten Personenzügen zum Ein- und Aussteigen genutzt, nämlich entweder von denen, die in Waghäusel enden oder planmäßig einen längeren Aufenthalt in Waghäusel haben. Die Bahnsteige sind seit 2019 barrierefrei.
Die Gleise 204 und 205 liegen mit gut 60 m Abstand etwas abseits weiter westlich. Alle Gleise haben eine Nutzlänge von mindestens 770 m und sind mit Oberleitung elektrifiziert, die nichtdurchgehenden Hauptgleise in der Bauart Re 100.
| Gleis | Nutzbare Länge | Bahnsteighöhe | Aktuelle Nutzung                          |
| ----- | -------------- | ------------- | ----------------------------------------- |
| 1     | 210 m          | 76 cm         | Züge in Richtung Graben-Neudorf/Karlsruhe |
| 2     | 210 m          | 76 cm         | Züge in Richtung Mannheim/Biblis          |
| 3     | 210 m          | 76 cm         | Ausweichgleis; nicht regelmäßig bedient   |

## Verkehr

### S-Bahn- und Regionalverkehr
Im Dezember 2020 wurde die Regionalbahnlinie RB 2 in das Netz der S-Bahn Rhein-Neckar aufgenommen. Der Bahnhof wird nun im Halbstundentakt von S-Bahnen der Linie S 9 ((Groß Rohrheim –) Mannheim Hbf – Graben-Neudorf (– Karlsruhe Hbf)) bedient, die an allen Unterwegsbahnhöfen halten. Jeder zweite Zug aus Mannheim endet in Graben-Neudorf, jeder zweite Zug in Richtung Mannheim fährt weiter nach Groß Rohrheim. Außerdem verkehren in der Hauptverkehrszeit vereinzelt auch Regional-Express-Züge (als Linie RE 9) zwischen Mannheim und Karlsruhe, die zumindest in Graben-Neudorf, Waghäusel, Hockenheim und Schwetzingen halten.
| Linie | Verlauf | Takt                                                              |
| ----- | --- | ----------------------------------------------------------------- |
| S 9   | Karlsruhe Hbf – Karlsruhe-Hagsfeld – Blankenloch – Friedrichstal (Baden) – Graben-Neudorf – Wiesental – Waghäusel – Neulußheim – Hockenheim – Oftersheim – Schwetzingen – Mannheim-Rheinau – Mannheim-Neckarau – Mannheim Hbf – Mannheim-Handelshafen – Mannheim-Neckarstadt – Mannheim-Luzenberg – Mannheim-Waldhof – Lampertheim – Bürstadt – Bobstadt – Biblis – Groß Rohrheim Stand: Fahrplanwechsel Dezember 2021 | 60 min 30 min (Karlsruhe–Graben zur HVZ) 30 min (Graben–Mannheim) |
| RE 9  | Karlsruhe Hbf – Graben-Neudorf – Waghäusel – Hockenheim – Schwetzingen – Mannheim Hbf | einzelne Züge Mo–Fr in der Hauptverkehrszeit                      |

Die RE-Züge verkehren teilweise ab Mannheim weiter Richtung Ludwigshafen Hbf.

### Güterverkehr
Auf der westlichen Bahnhofsseite, getrennt durch den größeren der beiden P+R-Parkplätze, verlaufen zwei elektrifizierte Gleise, welche ausschließlich dem Güterverkehr dienen. Diese Ausweichstrecke dient der Entlastung des Personenbahnhofes, da dieser insbesondere in der werktäglichen Hauptverkehrszeit mit Personenzügen teils stark ausgelastet ist.
Bis 1992 wurden über den Bahnhof Zuckerrüben für die in der Nähe gelegene Zuckerfabrik Waghäusel angeliefert.

### Busverkehr
Vom Bahnhofsvorplatz fahren Busse in Richtung Bruchsal, Oberhausen-Rheinhausen, Philippsburg, Altlußheim, Kronau und Bad Schönborn sowie in alle Stadtteile der Großen Kreisstadt.
| Linie | Fahrtverlauf                                                                                     |
| ----- | ------------------------------------------------------------------------------------------------ |
| 125   | Kirrlach – Waghäusel – Wiesental – Hambrücken – Forst – Bruchsal – Karlsdorf – Spöck – Karlsruhe |
| 128   | Altlußheim – Rheinhausen – Oberhausen – Waghäusel                                                |
| 193   | Bad Schönborn – Kronau – Kirrlach – Waghäusel – Wiesental – Philippsburg – Rheinsheim            |

Mit der Buslinie 193 besteht Anschluss an den Bahnhof Bad Schönborn-Kronau und dort an die Linie S 3 in Richtung Heidelberg.

## Tarife
Am Bahnhof Waghäusel treffen zwei Verkehrsverbünde aufeinander. Für Fahrten in Richtung Karlsruhe gelten die Tarife des Karlsruher Verkehrsverbundes (KVV), für Fahrten in Richtung Mannheim gelten die Tarife des Verkehrsverbundes Rhein-Neckar (VRN). Die Tarife des VRN werden auch in den Bussen innerhalb des Stadtgebietes sowie auf dem Bahnabschnitt Waghäusel–Wiesental anerkannt. Für Fahrten im Stadtgebiet werden jedoch ausschließlich Tickets des KVV ausgestellt.

## Parken
An beiden Seiten des Bahnhofs befinden sich auf Gelände von DB Station&Service Park-und-Ride-Parkplätze, welche zur kostenlosen Nutzung zur Verfügung stehen.